# Interlands Israëlisch voetbalelftal 1940-1949
Deze pagina toont een chronologisch en gedetailleerd overzicht van de interlands die het Israëlisch voetbalelftal heeft gespeeld in de periode 1940 – 1949.

## Interlands

### 1940
|                                                  |                                                                                     |       |                       |                                                                                     |
| 27 april Vriendschappelijk № 5 16:00 uur (UTC+2) | Mandaatgebied Palestina                                                             | 5 – 1 | Frans Mandaat Libanon | Maccabiahstadion, Tel Aviv Toeschouwers: 9.000 Scheidsrechter: John Blackwell (ENG) |
| 27 april Vriendschappelijk № 5 16:00 uur (UTC+2) | Herbert Meitner 2' Avraham Shneiderovich 11' Gaul Machlis 33' Werner Kaspi 40', 60' |       | 50' Camille Cordahi   | Maccabiahstadion, Tel Aviv Toeschouwers: 9.000 Scheidsrechter: John Blackwell (ENG) |

### 1941
Geen interlands gespeeld.

### 1942
Geen interlands gespeeld.

### 1943
Geen interlands gespeeld.

### 1944
Geen interlands gespeeld.

### 1945
Geen interlands gespeeld.

### 1946
Geen interlands gespeeld.

### 1947
Geen interlands gespeeld.

### 1948
|                                                                         |                  |       |                     |                                                                               |
| 26 september Vriendschappelijk № 6 «onderlinge duels» 14:00 uur (UTC−5) | Verenigde Staten | 3 – 1 | Israël              | Polo Grounds, New York Toeschouwers: 35.000 Scheidsrechter: Fred Coggin (USA) |
| 26 september Vriendschappelijk № 6 «onderlinge duels» 14:00 uur (UTC−5) | ?                |       | 20' Shmuel Ben Dror | Polo Grounds, New York Toeschouwers: 35.000 Scheidsrechter: Fred Coggin (USA) |

### 1949
|                                                                    |                                             |       |        |                                                                             |
| 30 juli Vriendschappelijk № 7 «onderlinge duels» 17:30 uur (UTC+3) | Israël                                      | 3 – 1 | Cyprus | Maccabiahstadion, Tel Aviv Toeschouwers: 8.000 Scheidsrechter: Hopper (ISR) |
| 30 juli Vriendschappelijk № 7 «onderlinge duels» 17:30 uur (UTC+3) | Ernst Weinberger 11', 42' Dani Yalovski 68' |       | ?      | Maccabiahstadion, Tel Aviv Toeschouwers: 8.000 Scheidsrechter: Hopper (ISR) |

|                                                                           |                                                                                      |       |        |                                                                             |
| 21 augustus WK 1950 kwalificatie № 8 «onderlinge duels» 16:15 uur (UTC+1) | Joegoslavië                                                                          | 6 – 0 | Israël | Avala, Belgrado Toeschouwers: 35.000 Scheidsrechter: Giovanni Galeati (ITA) |
| 21 augustus WK 1950 kwalificatie № 8 «onderlinge duels» 16:15 uur (UTC+1) | Mišo Pajević 12', 19', 26' Božidar Senčar 44' Željko Čajkovski 63' Stjepan Bobek 83' |       |        | Avala, Belgrado Toeschouwers: 35.000 Scheidsrechter: Giovanni Galeati (ITA) |

|                                                                            |                          |       |                                                                                  |                                                                                        |
| 18 september WK 1950 kwalificatie № 9 «onderlinge duels» 16:30 uur (UTC+3) | Israël                   | 2 – 5 | Joegoslavië                                                                      | Maccabiahstadion, Tel Aviv Toeschouwers: 20.000 Scheidsrechter: József Künsztler (CYP) |
| 18 september WK 1950 kwalificatie № 9 «onderlinge duels» 16:30 uur (UTC+3) | Yehoshua Glazer 65', 76' |       | 19', 64' Marko Valok 20' Stjepan Bobek 41' Zlatko Čajkovski 82' Željko Čajkovski | Maccabiahstadion, Tel Aviv Toeschouwers: 20.000 Scheidsrechter: József Künsztler (CYP) |

Albanië · België · Bulgarije · Denemarken · Duitsland · Engeland · Estland · Finland · Frankrijk · Griekenland · Hongarije · Ierland · IJsland · Israël · Italië · Joegoslavië · Kroatië · Letland · Litouwen · Luxemburg · Nederland · Noord-Ierland · Noorwegen · Oostenrijk · Polen · Portugal · Roemenië · Schotland · Slowakije · Spanje · Tsjecho-Slowakije · Turkije · Wales · Zweden · Zwitserland
IFA · A-internationals · Bondscoaches · Statistieken · Israëlisch vrouwenelftal · Olympisch elftal · Israël U21 · Israël U20 · Israël U19 · Israël U18 · Israël U17 · Israël U16
1934 – 1939 · 
1940 – 1949 · 
1950 – 1959 · 
1960 – 1969 · 
1970 – 1979 · 
1980 – 1989 · 
1990 – 1999 · 
2000 – 2009 · 
2010 – 2019 ·
2020 − 2029
WK 1970
1934 · 
1935–1937 · 
1938 · 
1939 · 
1948 · 
1941–1947 · 
1948 · 
1949 · 
1950 · 
1951–1952 · 
1953 · 
1954 · 
1955 · 
1956 · 
1957 · 
1958 · 
1959 · 
1960 · 
1961 · 
1962 · 
1963 · 
1964 · 
1965 · 
1966 · 
1967 · 
1968 · 
1969 · 
1970 · 
1971 · 
1972 · 
1973 · 
1974 · 
1975 · 
1976 · 
1977 · 
1978 · 
1979 · 
1980 · 
1981 · 
1982 · 
1983 · 
1984 · 
1985 · 
1986 · 
1987 · 
1988 · 
1989 · 
1990 · 
1991 · 
1992 · 
1993 · 
1994 · 
1995 · 
1996 · 
1997 · 
1998 · 
1999 · 
2000 · 
2001 · 
2002 · 
2003 · 
2004 · 
2005 · 
2006 · 
2007 · 
2008 · 
2009 · 
2010 · 
2011 · 
2012 · 
2013 · 
2014 · 
2015 ·
2016 ·
2017 ·
2018 ·
2019 ·
2020 ·
2021 ·
2022 ·
2023
Albanië · 
Andorra ·
Argentinië ·
Armenië ·
Australië ·
Azerbeidzjan ·
België ·
Bosnië en Herzegovina ·
Brazilië ·
Bulgarije ·
Chili ·
Colombia ·
Cyprus ·
Denemarken ·
Duitsland ·
Engeland ·
Estland ·
Ethiopië ·
Faeröer ·
Filipijnen ·
Finland ·
Frankrijk ·
Georgië ·
GOS ·
Griekenland ·
Guatemala ·
Honduras ·
Hongarije ·
Hongkong ·
Ierland ·
IJsland ·
India ·
Iran ·
Italië ·
Ivoorkust ·
Japan ·
Joegoslavië ·
Kosovo ·
Kroatië ·
Letland ·
Liechtenstein ·
Litouwen ·
Luxemburg ·
Maleisië ·
Malta ·
Mexico ·
Moldavië ·
Montenegro ·
Myanmar ·
Nederland ·
Nieuw-Zeeland ·
Noord-Ierland ·
Noord-Macedonië ·
Noorwegen ·
Oekraïne ·
Oezbekistan ·
Oostenrijk ·
Pakistan ·
Polen ·
Portugal ·
Roemenië ·
Rusland ·
San Marino ·
Schotland ·
Servië ·
Singapore ·
Slovenië ·
Slowakije ·
Sovjet-Unie ·
Spanje ·
Taiwan ·
Thailand ·
Tsjechië ·
Turkije ·
Uruguay ·
Verenigde Staten ·
Wales ·
Wit-Rusland ·
Zambia ·
Zuid-Afrika ·
Zuid-Korea ·
Zuid-Vietnam ·
Zweden ·
Zwitserland